# Communauté de communes de l’Ourcq et du Clignon
Die Communauté de communes de l’Ourcq et du Clignon (CCOC) war ein französischer Gemeindeverband mit der Rechtsform einer Communauté de communes im Département Aisne in der Region Hauts-de-France. Sie wurde am 2. Juni 1995 gegründet und umfasste 33 Gemeinden. Der Verwaltungssitz befand sich im Ort Neuilly-Saint-Front.

## Historische Entwicklung
Am 1. Januar 2017 wurde der Gemeindeverband aufgeteilt:
- 21 Gemeinden (Armentières-sur-Ourcq, Bonnesvalyn, Brumetz, Bussiares, Chézy-en-Orxois, Courchamps, Gandelu, Grisolles, Hautevesnes, La Croix-sur-Ourcq, Latilly, Licy-Clignon, Monthiers, Montigny-l’Allier, Neuilly-Saint-Front, Priez, Rozet-Saint-Albin, Saint-Gengoulph, Sommelans, Torcy-en-Valois und Vichel-Nanteuil) kamen zur neu gegründeten Communauté d’agglomération de la Région de Château-Thierry[1]
- 12 Gemeinden (Ancienville, Chouy, Dammard, La Ferté-Milon, Macogny, Marizy-Sainte-Geneviève, Marizy-Saint-Mard, Monnes, Noroy-sur-Ourcq, Passy-en-Valois, Silly-la-Poterie und Troësnes) kamen zur neu gegründeten Communauté de communes Retz en Valois[2].

## Ehemalige Mitgliedsgemeinden
| - Ancienville - Armentières-sur-Ourcq - Bonnesvalyn - Brumetz - Bussiares - Chézy-en-Orxois - Chouy - Courchamps - La Croix-sur-Ourcq - Dammard - La Ferté-Milon | - Gandelu - Grisolles - Hautevesnes - Latilly - Licy-Clignon - Macogny - Marizy-Sainte-Geneviève - Marizy-Saint-Mard - Monnes - Monthiers - Montigny-l’Allier | - Neuilly-Saint-Front - Noroy-sur-Ourcq - Passy-en-Valois - Priez - Rozet-Saint-Albin - Saint-Gengoulph - Silly-la-Poterie - Sommelans - Torcy-en-Valois - Troësnes - Vichel-Nanteuil |